# 哥倫比亞城 (印地安納州)
哥倫比亞城（英語：Columbia City）是一個位於美國印地安納州惠特利縣的城市。根據2010年美國人口普查，該地人口為8750人，而該地的面積約為14.17平方千米。同時該地也是惠特利縣的縣治。

## 地理
哥倫比亞城的座標為41°09′31″N 85°29′16″W / 41.15861°N 85.48778°W，而該地的平均海拔高度為262米（即870英尺）。